# Gerrit Mik
Gerrit Mik (Wildervank, 26 mei 1922 - Groningen, 3 mei 1991) was (jeugd)psychiater, hoogleraar en lid van de Tweede Kamer voor D66.
Na de christelijke lagere school in Wildervank bezocht Mik de protestants-christelijke middelbare school in Stadskanaal. In 1939 deed hij daar eindexamen.
Na de oorlog studeerde Mik geneeskunde aan de Rijksuniversiteit Groningen (1945-1949).
Het artsexamen legde hij in 1951 af. In die periode was Gerrit Mik ook lid van het wijsgerig- en theologisch genootschap Neoem Benej Nebiim.
Na zijn studie werkte Mik als sociaal-psychiater in Zuidoost-Drenthe (1955 - 1958), chef polikliniek Psychiatrische Universiteitskliniek (Groningen, 1958-1965).
In 1965 promoveerde Mik aan de  Rijksuniversiteit Groningen op een proefschrift over jeugdpsychiatrie. Daarna werd hij chef van de behandelingskliniek kinderpsychiatrie van het Academisch Ziekenhuis Groningen (1965-1971).  
De Rijksuniversiteit Groningen stelde Mik in 1971 aan tot lector jeugdpsychiatrie (1971-1980) en later als hoogleraar jeugdpsychiatrie (1980 tot 1981).
Mik was de vader van beeldend kunstenaar Aernout Mik en schrijver Edzard Mik.

## Politieke carrière
Gerrit Mik was vanaf het allereerste begin van D66 (1966) actief binnen die partij, o.a. als voorzitter van de regio Groningen.
In de jaren zeventig van de 20e eeuw was Mik lid van de Provinciale Staten (1970-1974) en Gedeputeerde Staten (1972-1974) van de provincie Groningen.
In 1981 maakt Mik de stap naar de landelijke politiek als lid van de Tweede Kamer fractie van D66 (1981-1986).
In 1982 ging hij als tegenkandidaat de strijd aan met Jan Terlouw om het lijsttrekkerschap, waarbij echter Terlouw de meeste stemmen kreeg.
Als Kamerlid was Mik voorzitter van de bijzondere commissie voor Jeugdwelzijn. Via een initiatiefvoorstel bracht Mik de Wet op de jeugdhulpverlening tot stand, die in 1989 van kracht werd. Daarnaast was Mik lid van de subcommissie uit de vaste commissie voor Volksgezondheid voor onderzoek naar nieuwe religieuze bewegingen (1981-1984).
Naast zijn politieke activiteiten vervulde Mik nevenfuncties in de (geestelijke) gezondheidszorg en het gevangeniswezen.

## Publicaties
Gerrit Mik publiceerde vele artikelen op het gebied van  sociale psychiatrie, jeugdpsychiatrie en jeugdwelzijn.
- Onze nozems (1960)
- Dissociaal gedrag bij jongens in de puberteit (dissertatie, 1965)

- Biografisch Portaal: 03504815
- Nederlandse Thesaurus van Auteursnamen: 068562489
- Parlement.com: vg09llmqf9i8
- Virtual International Authority File: 287651888
- WorldCat: E39PBJhxpQkPymdQrVwvyYWbh3